# United Sikkim FC
United Sikkim FC – indyjski klub piłkarski z siedzibą w Gangtoku.

## Historia
Klub United Sikkim F.C. założony został w 2008 przez Zarząd piłki nożnej w Sikkimie. Do 2010 roku zespół występował w amatorskich ligach w północno-wschodnich Indiach. Od 2011 roku zespół występuje w I-League, czyli w drugiej najlepszej lidze piłkarskiej tego kraju. Mimo że występuje w niższej klasie rozgrywkowej, klub pozyskał dwóch reprezentantów Indii: Baichunga Bhutię i z Shankara Mahadevana.